# Interstate 270 (Ohio)
Pour les articles homonymes, voir Interstate 270.
L'Interstate 270 (I-270) est une autoroute auxiliaire formant une boucle autour de la ville de Columbus dans l'Ohio.
Le point de départ de la boucle est la jonction avec l'I-71 à l'est de Grove City. L'I-270, de même que l'I-670, donne accès à l'Aéroport international John Glenn de Columbus. La longueur de l'I-270 est de 54,97 miles (88,47 km). Il s'agit d'une des quatre autoroutes Interstates formant une boucle sans toutefois avoir de multiplex, les autres étant l'I-295 en Floride, l'I-485 en Caroline du Nord et l'I-610 au Texas.

## Description du tracé
L'I-270 donne accès à plusieurs banlieues et villes entourant Columbus, incluant Grove City, Westerville, Worthington, Hilliard et Dublin. Bien qu'elle ait débuté comme une route de contournement rurale de Columbus, plusieurs sections, principalement le segment nord, sont devenus davantage parcourues et congestionnées avec le temps, la rendant moins populaire comme contournement, mais davantage comme route collectrice des banlieues.
L'I-270 débute à la jonction avec l'I-71 dans la portion sud. Elle commence son tracé en sens horaire pour croiser la US 62 et la US 40 avant de croiser l'I-70. Elle traverse ensuite Hilliard et Dublin.
Le coin nord-ouest de la boucle est relié avec la US 33 / SR 161. L'autoroute fait ensuite un virage à l'est pour se diriger vers Worthington. Là se trouvent les échangeurs notoirement congestionnés de trois voies de circulation principales; la SR 315, la US 23 et l'I-71.
Après être passé par Worthington, l'I-270 traverse Westerville et y croise la SR 3. L'autoroute se dirige ensuite au sud-est puis au sud. Elle rencontre la SR 161 pour, plus au sud, croiser l'I-670. Elle passe tout près de l'aéroport sans toutefois avoir un accès direct (il faut emprunter l'I-670).
Après avoir croisé l'I-670, l'autoroute contourne l'aéroport et la ville de Gahanna. L'autoroute poursuit vers le sud et rencontre la SR 16. À cet endroit, deux voies express prennent naissance et trois voies locales demeurent. Cette configuration se trouve sous cette forme jusqu'à l'I-70.
Après l'échangeur avec l'I-70, l'I-270 devient une autoroute plus rurale. Elle croisera la US 33 puis la US 23 avant de rencontrer à nouveau l'I-71 et de compléter la boucle autour de Columbus.

## Liste des sorties
| Interstate 270                 |                                  |       |       |        |                                                                                        | |
| Comté                          | Municipalité                     | mi    | km    | Sortie | Intersections / Destinations                                                           | Notes |
| Franklin                       | Jackson Township                 | 0,00  | 0,00  | 55     | I-71 – Columbus, Cincinnati                                                            | Indiqué sortie 55A (nord) et 55B (sud); sortie 101A-B de l'I-71                                                                       |
| Franklin                       | Jackson Township                 | 2,13  | 3,43  | 2      | US 62 / SR 3 (en) – Grove City                                                         | |
| Franklin                       | Columbus                         | 4,97  | 8,00  | 5      | Georgesville Road                                                                      | Direction ouest devient direction nord, direction sud devient direction est                                                           |
| Franklin                       | Limite township Franklin–Prairie | 6,91  | 11,12 | 7      | US 40 (Broad Street)                                                                   | Indiqué sortie 7A (ouest) et 7B (est) en direction sud                                                                                |
| Franklin                       | Columbus                         | 8,69  | 13,99 | 8      | I-70 – Columbus, Dayton, Indianapolis                                                  | Sortie 93A-B de l'I-70 |
| Franklin                       | Columbus                         | 10,50 | 16,90 | 10     | Roberts Road                                                                           | |
| Franklin                       | Hilliard                         | 12,63 | 20,33 | 13     | Fishinger Road – Upper Arlington Cemetery Road – Hilliard, Foires du comté de Franklin | Indiqué sortie 13A (Fishinger Road) et 13B (Cemetery Road) en direction nord                                                          |
| Franklin                       | Hilliard                         | 13,80 | 22,20 | 14     | Davidson Road                                                                          | Échangeur proposé |
| Franklin                       | Columbus                         | 15,63 | 25,15 | 15     | Tuttle Crossing Boulevard                                                              | |
| Franklin                       | Dublin                           | 17,29 | 27,83 | 17     | US 33 / SR 161 (en) – Dublin, Muirfield, Marysville, Plain City                        | Indiqué sortie 17A (est / nord) et 17B (ouest / sud); direction nord devient direction est, direction ouest devient direction sud     |
| Franklin                       | Limite Dublin–Columbus           | 19,82 | 31,90 | 20     | Sawmill Road – Zoo et Aquarium de Columbus, Zoombezi Bay, Muirfield                    | |
| Franklin                       | Sharon Township                  | 22,78 | 36,66 | 22     | SR 315 (en)                                                                            | Indiqué sortie 22A (sud) et 22B (nord) en direction est                                                                               |
| Franklin                       | Sharon Township                  | 23,78 | 38,27 | 23     | US 23 – Worthington, Delaware, Toledo                                                  | |
| Franklin                       | Columbus                         | 25,83 | 41,57 | 26     | I-71 – Columbus, Cleveland                                                             | Sortie 119A-B de l'I-71 |
| Franklin                       | Limite Columbus–Blendon Township | 27,38 | 44,06 | 27     | SR 710 (en) ouest (Cleveland Avenue)                                                   | Indiqué sortie 27A (sud) et 27B (nord / ouest)                                                                                        |
| Franklin                       | Blendon Township                 | 28,71 | 46,20 | 29     | SR 3 (en) – Westerville                                                                | Direction est devient direction sud, direction nord devient direction ouest                                                           |
| Franklin                       | Limite Blendon Township–Columbus | 30,53 | 49,13 | 30     | SR 161 (en) – Worthington, New Albany                                                  | Indiqué sortie 30A (sud) et 30B (nord)                                                                                                |
| Franklin                       | Columbus                         | 32,27 | 51,93 | 32     | Morse Road                                                                             | Pas de connexion aux sorties 30 et 33                                                                                                 |
| Franklin                       | Columbus                         | 32,92 | 52,98 | 33     | Easton Way – Easton                                                                    | |
| Franklin                       | Mifflin Township                 | 35,16 | 56,58 | 35     | I-670 ouest / US 62 ouest – Aéroport US 62 est – Gahanna Johnstown Road                | Indiqué sortie 35A (I-670 / US 62 ouest), 35B (US 62 est) et 35C (Johnstown Road); accès à Johnstown Road en direction nord seulement |
| Franklin                       | Gahanna                          | 37,36 | 60,13 | 37     | SR 317 (en) (Hamilton Road)                                                            | |
| Franklin                       | Columbus                         | 39,53 | 63,62 | 39     | SR 16 (en) (Broad Street) / Taylor Station Road – Whitehall                            | Indiqué sortie 39A (ouest) et 39B (est); accès à Taylor Station Road en direction nord seulement                                      |
| Franklin                       | Columbus                         | 41,32 | 66,50 | 41     | US 40 (Main Street) – Whitehall, Reynoldsburg                                          | Indiqué sortie 41A (ouest) et 41B (est)                                                                                               |
| Franklin                       | Columbus                         | 42,82 | 68,91 | 43     | I-70 – Columbus, Wheeling                                                              | Indiqué sortie 43A (ouest) et 43B (est); sortie 108A-B de l'I-70                                                                      |
| Franklin                       | Columbus                         | 46,13 | 74,24 | 46     | US 33 – Bexley, Lancaster                                                              | Indiqué sortie 46A (ouest) et 46B (est)                                                                                               |
| Franklin                       | Obetz                            | 48,98 | 78,83 | 49     | Alum Creek Drive – Obetz, Aéroport Rickenbacker                                        | Direction sud devient direction ouest, direction est devient direction nord                                                           |
| Franklin                       | Hamilton Township                | 52,72 | 84,84 | 52     | US 23 / South High Street – Columbus, Circleville                                      | Indiqué sortie 52A (nord) et 52B (sud)                                                                                                |
| - Accès incomplet - Non-ouvert |                                  |       |       |        |                                                                                        | |